# Ehemalige Friedhofskapelle (Tettnang)

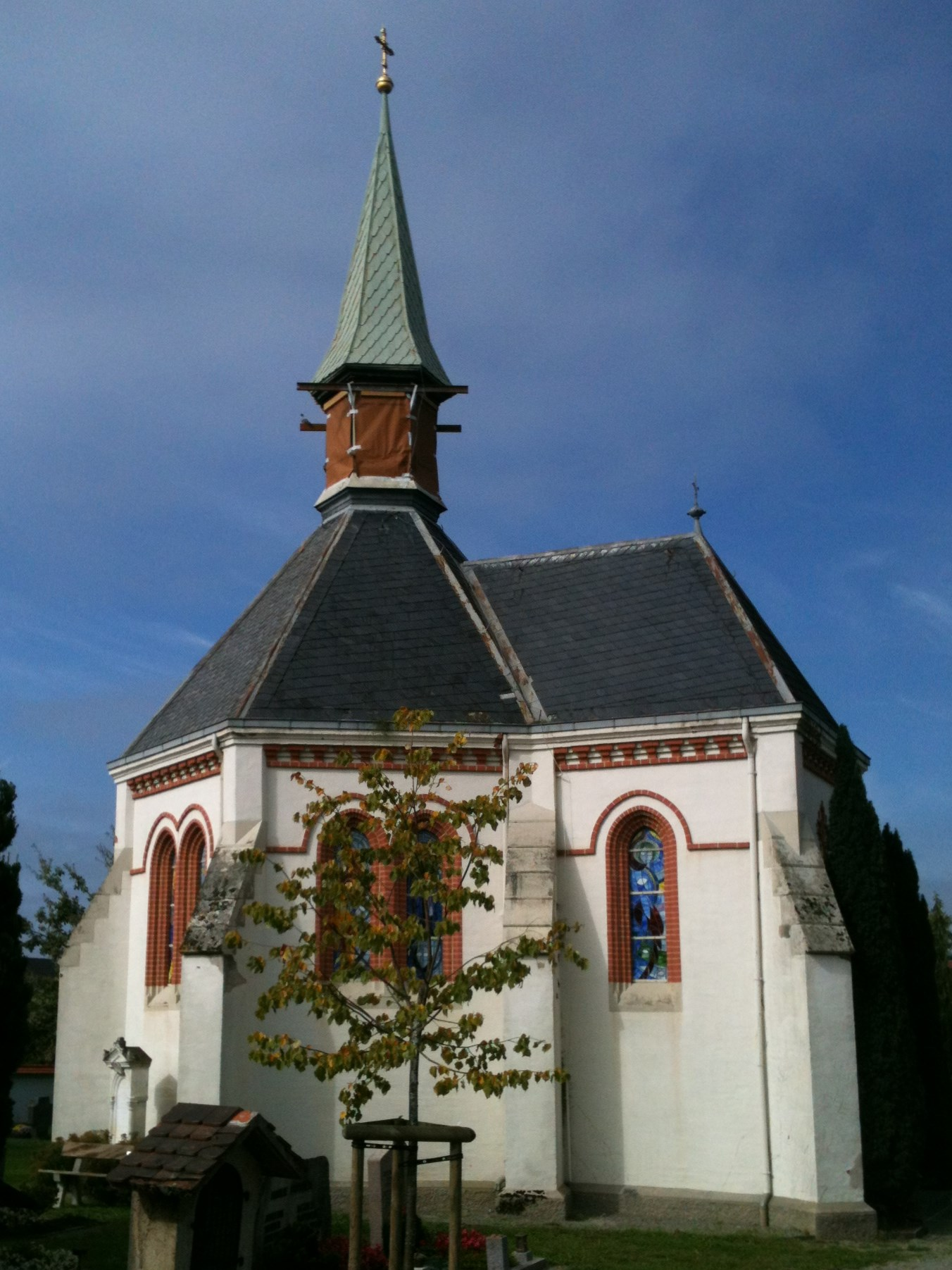
Ehemalige Friedhofskapelle

Die ehemalige Friedhofskapelle im ‚Alten Friedhof‘ ist ein unter Denkmalschutz stehendes Kulturdenkmal der baden-württembergischen Stadt Tettnang im Bodenseekreis in Deutschland.

## Baugeschichte
Der sechseckige Bau mit einem quadratischen Vorraum wurde 1891 als Kapelle für den Tettnanger Friedhof im neugotischen Stil errichtet. Die Pläne stammten von dem Architekten und Kirchenbaumeister Joseph Cades, einem bedeutenden Vertreter des Historismus in Württemberg. Die Friedhofskapelle war mit Bänken sowie einem Altar ausgestattet und diente als Andachtsraum und gelegentlich auch für Gottesdienste.
1937 wurde die Kapelle aufgrund einer Reichsverordnung – jede Kommune war verpflichtet, eine Leichenhalle zur Verfügung zu stellen – an die Stadt abgetreten und entsprechend umgestaltet: Vor- und Hauptraum wurden durch eine Tür getrennt, Altar und Bänke entfernt. Die Kosten für die Baumaßnahmen des im Besitz der Pfarrgemeinde verbliebenen Gebäudes übernahm die Stadt.
1970 erfolgte eine grundlegende Renovierung des Inneren der Kapelle, die Außenrenovierung wurde ein Jahr später durchgeführt. Beide Maßnahmen kosteten je rund 25.000 D-Mark.
Als aufgrund von Kapazitätsgründen des Friedhofs im Jahr 1975 der ‚Neue Friedhof‘ mit Aussegnungshalle an der Friedenstraße eingeweiht wurde, verlor die alte Friedhofskapelle ihre Funktion. Die Stadt übernahm zum 1. Januar 1977 die Kapelle und den sie umgebenden, nun ‚Alten Friedhof‘. Der Tettnanger Gemeinderat beschloss bald darauf die Umgestaltung der ehemaligen Kapelle zu einer Gedächtnisstätte für die Vermissten und Gefallenen der beiden Weltkriege; entsprechende Umbau- und Renovierungsarbeiten wurden von der Stadt in Auftrag gegeben. So wurden bis 1982 ein neues großes Fenster in der Stirnwand des Hauptgebäudes gebrochen, die anderen Fenster neu gestaltet und ein Gedenkstein, ein Metallleuchter sowie ein schmiedeeisernes Eingangstor angebracht.

## Ausstattung

### Hauptraum
Mittelpunkt des Hauptraumes sind der im Zentrum des Dachgewölbes gehaltene achtflammige Kerzenleuchter und ein vierzig Zentimeter hoher und im Durchmesser 95 Zentimeter großer, runder Gedenkstein, der auf seiner Oberseite mit einem Eisernen Kreuz und der Umschrift ZUM GEDENKEN AN UNSERE GEFALLENEN UND VERMISSTEN versehen ist.
An den vier seitlichen Wänden sind Bronzetafeln mit den Namen der 239 gefallenen und vermissten Bürger Tettnangs des Zweiten Weltkriegs angebracht.

### Vorraum
Die im Vorraum rechts und links an den Wänden hängenden gusseisernen Tafeln listen die 152 Opfer des Ersten Weltkriegs. Diese und sieben kleine Namenstafeln stammen von dem ehemaligen Ehrenmal, das auf dem Friedhof stand.

### Sonstiges
Das große Barockkreuz, das sich bis zur Umwidmung der Kapelle in eine Gedenkstätte darin befand, hängt heute im Pfarrgemeindezentrum St. Gallus.